# Mount & Blade. Огнём и мечом
«Mount & Blade. Огнём и мечом» (англ. Mount & Blade: With Fire and Sword) — компьютерная игра, разработанная совместно киевской студией «СіЧъ» и продюсерским фондом Snowberry Connection и изданная «1С» и Snowball Studios в России и Paradox Interactive по всему миру. Является вторым дополнением к Mount & Blade.
Основное отличие дополнения «Mount & Blade. Огнём и мечом» от оригинальной игры состоит в сеттинге и сюжетной составляющей. Действие игры разворачивается не в вымышленном мире, а на территории пяти исторических государств Восточной и Северной Европы в середине XVII века.
Игра вдохновлена одноимённым романом Генрика Сенкевича, посвященному событиям Восстания Хмельницкого.

## Сюжет
Сюжет игры делится на три основные линии — польско-литовскую, запорожскую и русскую.
В польской игроку предстоит помочь Речи Посполитой справиться с шведским вторжением, известным как «Потоп», затем подавить восстание Богдана Хмельницкого, и, наконец, решить, каким государством станет Речь Посполитая — «Республикой трёх народов» или самодержавной польской монархией.
Выбрав русскую линию, игрок сможет принять участие в восстании Степана Разина и даже захватить московский трон, следуя примеру Лжедмитрия.
Запорожский сюжет посвящён древней семейной тайне властителей земель Малой Руси литовских князей Ольговичей, которую будут пытаться раскрыть и литовский магнат Радзивилл, и шведский король, и русский царь, поскольку разгадавшему тайну Ольговичей суждено стать величайшим правителем Европы.

## Игровой процесс
В игре присутствуют пять государств-фракций:
- Речь Посполитая. На начало игры Речи Посполитой угрожают восставшие казаки из Запорожья, которых необходимо усмирить. Кроме того, Русское государство должно отдать полякам захваченные у них спорные территории, а Швеция, северный сильный противник и угроза, должна быть уничтожена.
- Московское царство. В этой игре оно предстает игроку как страна, только что прошедшая через ряд социальных и экономических реформ, после которых, тем не менее, целый комплекс политических, экономических и социальных проблем остался неразрешённым. Вследствие этого внутреннее положение Московского государства на начало игры нестабильно и временами грозит вылиться в народные бунты и восстания.
- Войско Запорожское. Основной задачей запорожского казачества в начале игры является создание сильного суверенного государства, которое могло бы не бояться нападения врага. Этой цели можно добиться несколькими способами — начав войну за независимость, вернувшись в состав Речи Посполитой или объединившись с Московским государством.
- Крымское ханство. Позиции Крымского ханства на начало игры очень прочны, а его роль в восточноевропейской политике — одна из наиболее важных. Однако татары не забывают об основном противнике — казаках, а кроме того, постоянно конфликтуют на границах с Московским государством.
- Королевство Швеция. Господство Швеции на море определяет её внешнюю политику на начало игры: противостояние Московскому государству в Балтийском регионе с целью полностью отрезать его от любых выходов к морю; уменьшение влияния Польши на Балтике с возможностью последующего покорения страны и занятия польского престола представителем шведской династии; активная игра на восточноевропейском политическом театре, поиск временных или постоянных союзников для реализации двух вышеуказанных стратегических планов.

Любым видом оружия могут пользоваться как пешие, так и конные бойцы, однако разновидности одного и того же оружия, предназначенные для пешего или конного боя, различаются по характеристикам: например, карабины и пистоли, которыми пользуется конница, перезаряжаются быстрее мушкетов у пехоты, но имеют более низкую точность выстрела.
В игре также появились гуляй-города — во время сражений игрок или лорд может построить кольцо из повозок, к которым быстро прикрепляются большие щиты. Такой способ полевого укрытия широко использовался казаками и русскими войсками в войне против кочевников.

## Оценки
| Сводный рейтинг       | Сводный рейтинг |
| Агрегатор             | Оценка          |
| --------------------- | --------------- |
| GameRankings          | 66,94 %         |
| Metacritic            | 68/100          |
| Иноязычные издания    |                 |
| Издание               | Оценка          |
| Edge                  | 6/10            |
| GameSpot              | 7,5             |
| GameStar              | 72/100          |
| IGN                   | 7,5             |
| Русскоязычные издания |                 |
| Издание               | Оценка          |
| Absolute Games        | 80 %            |
| «Игромания»           | 7,5/10          |
| «ЛКИ»                 | 83/100          |

Согласно агрегатору рецензий Metacritic, игра получила «смешанные отзывы».
Летом 2018 года, благодаря уязвимости в защите Steam Web API, стало известно, что точное количество пользователей сервиса Steam, которые играли в игру хотя бы один раз, составляет 1 231 509 человек.